# Штрольц, Йоханнес
Йоханнес Штрольц (нем. Johannes Strolz; род. 12 сентября 1992, Блуденц, Форарльберг) ― австрийский горнолыжник, двукратный олимпийский чемпион 2022 года в комбинации и командах.

## Биография
Родился 12 сентября 1992 года в Блуденц, Австрия.
Специализируется на технических соревнованиях по слалому и слалому -гиганту.
Штрольц достиг своего первого подиума, выиграв слаломную гонку в Адельбодене в январе 2022 года.
Выиграл золотую медаль в комбинации на зимней Олимпиаде-2022. Там же завоевал серебряную медаль в слаломе.
Его отец Хуберт Штрольц стал олимпийским чемпионом в комбинации на зимних Олимпийских играх 1988 года в Калгари. Таким образом они стали первым дуэтом отца и сына, выигравшим золото в горных лыжах на Олимпийских играх.

## Результаты на крупнейших соревнованиях

### Зимние Олимпийские игры
| Олимпийские игры | Скоростной спуск | Супергигант | Гигантский слалом | Слалом | Комбинация | Команды |
| ---------------- | ---------------- | ----------- | ----------------- | ------ | ---------- | ------- |
| 2022 Пекин       | —                | —           | —                 | 2      | 1          | 1       |

### Чемпионаты мира
| Олимпийские игры        | Скоростной спуск | Супергигант | Гигантский слалом | Слалом | Комбинация | Команды | Паралл. гигантский слалом |
| ----------------------- | ---------------- | ----------- | ----------------- | ------ | ---------- | ------- | ------------------------- |
| 2023 Куршевель/Мерибель | —                | —           | —                 | —      | DNF2       | —       | —                         |

### Подиумы на этапах Кубка мира (1)
| № | Сезон   | Дата       | Место      | Дисциплина | Место |
| - | ------- | ---------- | ---------- | ---------- | ----- |
| 1 | 2021/22 | 9 янв 2022 | Адельбоден | Слалом     | 1     |